# Eousdryosaurus
Eousdryosaurus nanohallucis
Genre
Espèce
Eousdryosaurus (« Dryosaurus oriental ») est un genre éteint de dinosaures Iguanodontia basal connu grâce à un squelette partiel découvert dans des roches du Jurassique supérieur dans l'ouest du Portugal. Le type, et la seule espèce, est Eousdryosaurus nanohallucis, nommé et décrit en 2014.

## Découverte et dénomination
Eousdryosaurus est basé sur SHN(JJS)-170, conservé à la Sociedade de História Natural à Torres Vedras, au Portugal. Ce spécimen articulé et bien conservé comprend une vertèbre de la hanche et huit vertèbres de la partie proximale de la queue, leurs chevrons, l'ilium gauche, toute la jambe gauche et l'os de la cuisse droite (fémur). Ces ossements ont été découverts dans le grès de l'âge Kimméridgien tardif (Jurassique tardif, environ 152 millions d'années) du membre Praia da Amoreira-Porto Novo de la formation de Lourinhã à Porto das Barcas, Lourinhã, Portugal. Le nom du genre fait référence au fait que Eousdryosaurus est un parent de Dryosaurus sur la côte est de l'océan Atlantique. Le type et la seule espèce est E. nanohallucis, signifiant « petit hallux », en référence à la petite taille de cet orteil. Eousdryosaurus a été nommé en 2014 par Fernando Escaso (d) et al., après avoir été brièvement décrit en 2000.

## Description
Le seul individu connu de Eousdryosaurus était un petit Dryosauridae, dont la longueur est estimée à 1,6 m, comparable à celle des individus immatures de Dryosaurus et de Dysalotosaurus. Le fémur droit mesure 188,5 mm de long et le tibia gauche mesure 200 mm de long.
Il se différencie des autres Dryosauridae par divers détails des vertèbres, de la hanche et du membre postérieur. Le pied est unique parmi les Ornithopoda en ce que le premier doigt (l'hallux ou gros orteil) comprend une seule phalange ; la plupart des Ornithopoda basaux avaient deux phalanges, et la plupart des Ornithopoda dérivés, y compris les Hadrosauridae (dinosaures à « becs de canard »), ont perdu ce doigt.

## Classification
Escaso et al. ont effectué une analyse phylogénétique et ont trouvé que Eousdryosaurus était un Dryosauridae basal, un type de petits herbivores bipèdes proches de la base des Iguanodontia.
En 2019 et 2020, il est reclassé parmi les Dryomorpha basaux,,.